# José Eduardo Gnecco Correa
José Eduardo Gnecco Correa (Santa Marta, Magdalena, 1923-Bogotá, 7 de noviembre de 1985) fue un abogado y jurista colombiano. Murió siendo magistrado de la Corte Suprema de Justicia, Sala laboral, el 7 de noviembre de 1985 durante la Toma del Palacio de Justicia perpetrada por la guerrilla Movimiento 19 de abril (M-19) y la posterior retoma, llevada a cabo por Fuerza Pública.

## Biografía
Abogado de la Universidad Nacional de Colombia,  
Fue secretario general del Ministerio del Trabajo, gerente de la Caja de Previsión de Comunicaciones (Caprecom), magistrado, abogado y asistente de la Corte Suprema de Justicia, Inspector del Trabajo, miembro del Tribunal Superior de Bogotá y de Santa Marta y fue miembro del Colegio de Abogados Especializados en Derecho Laboral e Instituto de Derecho Procesal.
Era catedrático en la Universidad Externado de Colombia, y en la Universidad del Rosario.